# Pooh 50 - L'ultima notte insieme
Pooh 50 - L'ultima notte insieme è il penultimo album dal vivo del gruppo musicale italiano Pooh, pubblicato il 16 settembre 2016 dalla Sony Music.

## Il disco
È stato registrato in occasione dei due concerti tenuti allo stadio San Siro di Milano il 10 e l'11 giugno dello stesso anno, in concomitanza della Reunion con Riccardo Fogli e Stefano D'Orazio. L'album, pubblicato in 2 versioni (una contenente 3 CD e una contenente 3 CD + 1 DVD) e in edizione limitata su vinile, contiene l'intero concerto più 4 brani inediti composti e registrati in studio per l'occasione: Tante storie fa, Le cose che vorrei, Ancora una canzone e la strumentale Traguardi; i testi dei tre inediti sono stati scritti da Stefano D'Orazio.
Nelle intenzioni del gruppo si tratta dell'ultimo album prima della cessazione dell'attività, avvenuta il 31 dicembre 2016.
L'album è dedicato alla memoria di Valerio Negrini, storico paroliere del gruppo.

## Tracce
CD 1
1. Traguardi (Versione sinfonica) (Facchinetti) - 3:31
2. Giorni infiniti (Facchinetti - Negrini) - 4:47
3. Rotolando respirando (Facchinetti - Negrini) - 3:06
4. Dammi solo un minuto (Facchinetti - Negrini) - 3:32
5. Banda nel vento (Facchinetti - Negrini) - 0:33
6. Vieni fuori (Edwards - Negrini) - 1:42
7. In silenzio (Facchinetti - Negrini) - 2:01
8. Piccola Katy (Facchinetti - Negrini) - 1:48
9. Nascerò con te (Facchinetti - Negrini) - 1:51
10. Io e te per altri giorni (Facchinetti - Negrini) - 3:40
11. Se c'è un posto nel tuo cuore (Canzian - D'Orazio) - 2:21
12. Amici per sempre (Facchinetti - Negrini) - 2:25
13. L'altra donna (Battaglia - Negrini) - 2:47
14. Stai con me (Canzian - D'Orazio) - 3:06
15. Se sai, se puoi, se vuoi (Facchinetti - Negrini) - 2:04
16. La gabbia (Facchinetti) - 2:34
17. L'aquila e il falco (Canzian - Negrini) - 2:31
18. Il ragazzo del cielo (Lindbergh) strumentale (Canzian) - 1:15
19. Risveglio (Facchinetti) - 1:47
20. L'ultima notte di caccia (Facchinetti - Negrini) - 1:18
21. Viva (Facchinetti) - 3:25

Durata totale 52:04
CD 2
1. Pierre (Facchinetti - Negrini) - 3:31
2. In diretta nel vento (Battaglia - Negrini) - 2:29
3. Stare senza di te (Canzian - D'Orazio) - 3:22
4. 50 primavere (Battaglia - D'Orazio) - 2:29
5. Alessandra (Facchinetti - Negrini) - 2:42
6. Uomini soli (Facchinetti - Negrini) - 4:08
7. Quando una lei va via (Facchinetti - Negrini) - 2:03
8. Notte a sorpresa (Facchinetti - Negrini) - 2:01
9. Nel buio (Morrison - Pantros) - 2:11
10. Domani (Facchinetti - Negrini) - 3:40
11. Parsifal (Parte I) (Facchinetti - Negrini) - 4:20
12. Parsifal (Parte II) (Facchinetti) - 6:21
13. Per te qualcosa ancora (Facchinetti - Negrini) - 3:39
14. Dove sto domani (Facchinetti - Negrini) - 3:13
15. Cercando di te (Canzian - D'Orazio) - 2:48
16. La ragazza con gli occhi di sole (Battaglia - D'Orazio) - 2:18
17. Ci penserò domani (Battaglia - Negrini) - 3:33

Durata totale 54:48
CD 3
1. Pronto, buongiorno è la sveglia (Facchinetti - D'Orazio) - 2:34
2. La donna del mio amico (Facchinetti - D'Orazio) - 3:21
3. Canterò per te (Battaglia - Negrini) - 2:10
4. La mia donna (Facchinetti - Negrini) - 6:00
5. Dimmi di sì (Facchinetti - D'Orazio) - 3:19
6. Noi due nel mondo e nell'anima (Facchinetti - Negrini) - 3:44
7. Il cielo è blu sopra le nuvole (Facchinetti - Negrini) - 1:49
8. Tanta voglia di lei (Facchinetti - Negrini) - 3:56
9. Io sono vivo (Facchinetti - Negrini) - 2:18
10. Non siamo in pericolo (Facchinetti - Negrini) - 2:42
11. Chi fermerà la musica (Facchinetti - Negrini) - 4:36
12. Pensiero (Facchinetti - Negrini) - 3:27
13. Ancora una canzone (Facchinetti - D'Orazio) - 4:15
14. Traguardi (Versione sinfonica) (Facchinetti) - 1:17
15. Tante storie fa (Canzian - D'Orazio) - 3:46 - Voci principali: Red, Stefano, Riccardo, Dodi, Roby
16. Le cose che vorrei (Battaglia - D'Orazio) - 3:43 - Voci principali: Dodi, Riccardo, Roby, Stefano, Red
17. Ancora una canzone (Facchinetti - D'Orazio) - 4:18 - Voci principali: Roby, Dodi, Red, Riccardo, Stefano
18. Traguardi (strumentale) (Facchinetti) - 6:05

Durata totale 63:20

## Formazione
- Roby Facchinetti - voce, tastiera, pianoforte
- Dodi Battaglia - voce, chitarra elettrica, chitarra acustica, chitarra classica, steel guitar, mandolino, tastiera
- Stefano D'Orazio - voce, batteria, percussioni, flauto traverso
- Red Canzian - voce, basso, violoncello, flauto dolce, chitarra acustica, grancassa
- Riccardo Fogli - voce, chitarra acustica, chitarra elettrica, basso, tamburello

## Classifiche
| Classifica (2016) | Posizione massima |
| ----------------- | ----------------- |
| Italia            | 1                 |